# Ichneumon fuliginosus
Ichneumon fuliginosus là một loài tò vò trong họ Ichneumonidae.